# کوه لیاموئیگا
کوه لیاموئیگا (به لاتین: Mount Liamuiga) یک آتشفشان در سنت کیتس و نویس است که در سنت کیتس واقع شده‌است. کوه لیاموئیگا ۱٬۱۵۵٫۸۲ متر بالاتر از سطح دریا واقع شده‌است.